# GSM 협회
GSM 협회(GSM Association. GSMA, Global System for Mobile Communications, 세계이동통신사업자연합회)는 GSM 휴대 전화의 표준화, 배치, 이용 장려를 지원할 목적으로 설립된 MNO 및 관련 기업들의 협회이다. GSMS 협회는 1995년 설립되었다.

## 참조
1. ↑  Leader (2007년 9월 7일). “Happy 20th Birthday, GSM”. 《zdnet.co.uk》. CBS Interactive. 2011년 5월 5일에 원본 문서에서 보존된 문서. 2011년 5월 5일에 확인함. The memorandum of understanding that created all this was merely an agreement, not an organisation — the GSM Association didn't actually exist until 1995.

## 같이 보기
- 모바일 월드 콩그레스